# Johann von Liebieg

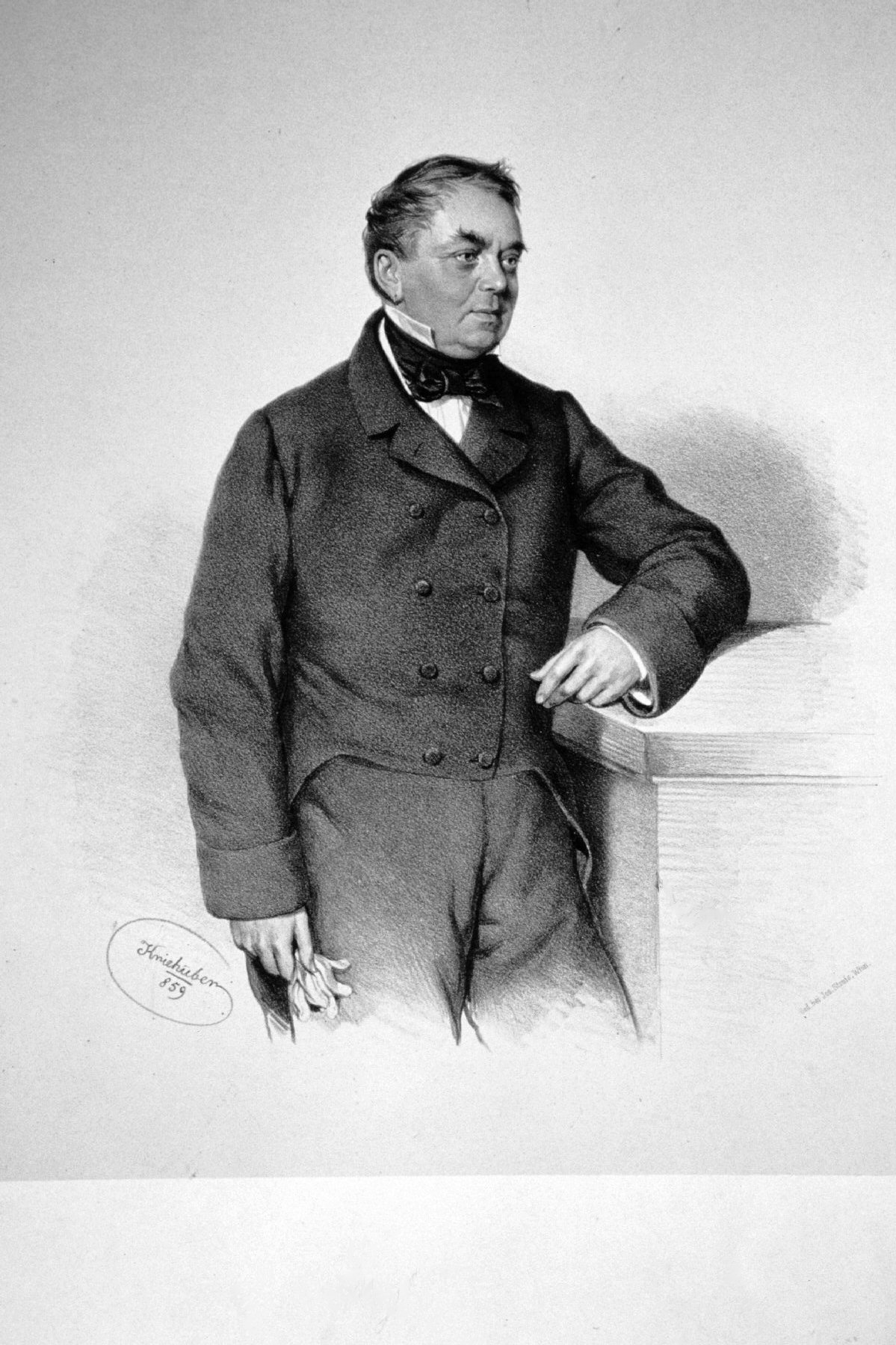
Johann von Liebieg.

Johann von Liebieg, född den 7 juni 1802 i Braunau, död den 16 juli 1870 i Schmirschitz, var en österrikisk friherre och industriidkare.
Liebieg uppväxte i ringa villkor, utvecklade textilindustrin i Reichenberg (Böhmen) med omnejd till storartad omfattning och grundlade ett stort antal nya fabriksföretag i Böhmen och Österrike, som 1869 sysselsatte 6 300 arbetare. 
Liebieg erhöll 1867 ärftlig friherrlig värdighet för sina förtjänster om den österrikiska industrin. von Liebigs huvudetablissemang innehades länge av hans ättlingar och var en av de största industrierna i den efter Första världskriget bildade staten Tjeckoslovakien.